# Lismarka
Lismarka är en tätort i Ringsakers kommun i Innlandet fylke i sydöstra Norge. Orten ligger där fylkesväg 1656 möter fylkesväg 2536, sydöst om staden Lillehammer.